# 조셉 스트라이커

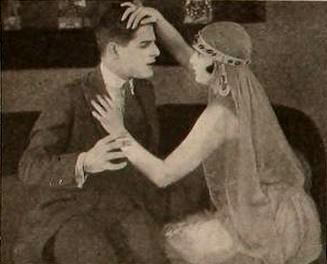

조셉 스트라이커(Joseph Striker, 1898년 12월 23일 ~ 1974년 2월 24일)는 미국의 배우이다.
뉴욕에서 태어났으며 리빙스턴에서 사망하였다.

## 영화
- 더 크래들 스내처스 (1927년)
- 왕중왕 (1927년)